# Чемпионат Андорры по шахматам
Чемпионаты Андорры по шахматам проводятся с 1965 г. С 1967 г. их организацией занимается основанная в том же году федерация шахмат Андорры (кат. Federació d'Escacs Valls d'Andorra).
Сильнейшим шахматистом Андорры в 1960-х гг. был американский мастер О. Ульвестад, который жил в стране и возглавлял ее сборную на шахматной олимпиаде 1970 г.
На высокий уровень национальный чемпионат вышел в начале 2000-х гг., когда в Андорре начали появляться шахматисты международного уровня.

## Хронологическая таблица
Данные с 2000 г.
| Год  | Победитель                      |
| ---- | ------------------------------- |
| 2000 | де ла Рива, Оскар               |
| 2001 | де ла Рива, Оскар               |
| 2002 | Хосе Керальто, Даниэль          |
| 2003 | Омс Пальисе, Жозеп              |
| 2004 | Омс Пальисе, Жозеп              |
| 2005 | Омс Пальисе, Жозеп              |
| 2006 | Омс Пальисе, Жозеп              |
| 2007 | де ла Рива, Оскар               |
| 2008 | Мельядо Тривиньо, Хуан          |
| 2009 | Гарсиа, Рауль                   |
| 2010 | Хосе Керальто, Даниэль          |
| 2011 | Гарсиа, Рауль                   |
| 2012 | де ла Рива, Оскар               |
| 2013 | Гарсиа, Рауль                   |
| 2014 | де ла Рива, Оскар               |
| 2015 | де ла Рива, Оскар Алома, Роберт |
| 2016 | Алома, Роберт                   |
| 2017 | де ла Рива, Оскар Алома, Роберт |
| 2018 | Флувия, Жорди                   |